# باربارا سانتی بیز
باربارا سانتی بیز (انگلیسی: Bárbara Santibáñez؛ زادهٔ ۲۳ اوت ۱۹۹۳) بازیکن فوتبال اهل شیلی است.
از باشگاه‌هایی که در آن بازی کرده‌است می‌توان به باشگاه فوتبال اونیورسیداد شیلی اشاره کرد.
وی همچنین در تیم‌های ملی فوتبال Chile women's national under-17 football team و زنان شیلی بازی کرده‌است.